# Love and Rockets
Love and Rockets (frequentemente abreviado como L&R) é uma revista em quadrinhos em preto e branco, da autoria dos irmãos Gilbert Hernandez e Jaime Hernandez, frequentemente referidos em conjunto como Los Bros Hernandez. O seu irmão Mario Hernandez é também um contribuidor ocasional. Foram uma das primeiras(os) bandas desenhadas/quadrinhos da revolução alternativa da década de 1980.

## Do surgimento até hoje
Os irmãos Hernandez publicaram o primeiro volume de Love and Rockets em edição de autor em 1981. Desde 1982 tem vindo a ser publicada pela editora Fantagraphics Books. As edições de Love and Rockets foram temporariamente suspensas em 1996 depois da sua quinquagésima edição, tendo Gilbert e Jaime começado a desenvolver separadamente livros envolvendo muitas das suas personagens clássicas de Love and Rockets, edições essas que, artisticamente, são indissociáveis de Love and Rockets como um todo. Em 2001, Los Bros retomaram a série, edições que daí em diante foram chamadas Love and Rockets: Volume 2.

## As histórias de Love and Rockets
Love and Rockets contém um conjunto de narrativas contínuas, pertencentes a dois grandes grupos: Palomar, da autoria de Gilbert, e Hoppers 13 (também conhecida por Locas) da autoria de Jaime. Além destas, contém também diversas histórias isoladas curtas, anedotas, contos surrealistas, entre outras coisas.
Palomar conta a história épica dos habitantes de uma vila ficcional com esse nome, situada algures na América do Sul. Estas vibrantes personagens e os eventos fantásticos que lhes ocorrem, podem de alguma forma ser comparados ao Realismo Mágico, o estilo literário popularizado por autores como Gabriel García Márquez. Este grupo narrativo da série é por vezes referido como Heartbreak Soup (Sopa dos Corações Partidos), que é o título da primeira história de todas passada em Palomar.
Hoppers 13 segue nas encruzilhadas da vida um grupo de personagens latino-americanas, desde os seus anos de adolescentes nos primeiros anos da cena punk na Califórnia até aos dias de hoje. (Hoppers, ou Huerta, é uma cidade ficcional baseada na cidade natal dos irmãos Hernandez, de nome Oxnard, na California.) O estilo de Jaime é intensamente realista e mais cru que o de Gilbert. Dois membros memoráveis do elenco de Hoppers são Margarita Luisa "Maggie" Chascarrillo e Esperanza "Hopey" Leticia Glass, cujo romance, feito de constantes separações e reaproximações, é o centro de muitas das linhas narrativas de Hoppers 13. Este grupo narrativo é também por vezes referido como Locas (Castelhano para "Loucas"), referindo-se ao vasto conjunto de personagens retratadas.

## O estilo
Um dos aspectos mais interessantes de Love and Rockets é a forma como os Irmãos Hernandez representam a passagem do tempo de um modo muito realista, tendo em conta as características do seu meio de expressão. Por exemplo, a personagem Maggie surge-nos como uma jovem adulta mecânica que vive num mundo simultâneamente Chicano e punk com um toque de ficção científica. à medida que Jaime vai fazendo esta personagem evoluir, desenvolve-lhe novas facetas e vai transformando-a fisicamente, envelhecendo-a e fazendo-a ganhar peso lentamente. Com a passagem dos anos, Maggie e outras personagens evoluiram, tendo hoje um vasto campo de variação psicológico.
Gilbert e Jaime fazem também um vasto uso da técnica do flashback, com as várias personagens a serem apresentadas em todas as idades, de bebés, passando por adolescentes, até à velhice. Tal é observável na leitura de muitas das histórias de Gilbert, por exemplo, em que, na mesma história e, por vezes, e vinheta para vinheta, assistimos a instantes passados com várias décadas de distância entre si.
Todas as histórias originais de Palomar e Locas, dos cinquenta volumes de "Love and Rockets Volume 1", foram compiladas e editadas em 2007, em sete volumes definitivos pela Fantagraphics.